# 佐原妙子
佐原 妙子（さはら たえこ、1933年12月4日 - ）は、日本の女優、声優。東京府（現東京都）出身。

## 人物
劇団文化座、東京俳優生活協同組合、福多事務所、江崎プロダクション、オフィス央、劇団河に所属していた。
声種はソプラノ。

## 出演

### テレビドラマ
- 獅子（1958年）
- 海辺の家（1959年）
- 悲恋瓦屋節（1960年）
- わるい日（1960年）
- 純愛シリーズ（1962年）
- ダイヤル110番（1964年）
- 事件記者（1964年）
- 太閤記（1965年）
- 竜馬がゆく（1966年） - 千野
- 柔道一直線（1969年）

### テレビアニメ
1970年
- 昆虫物語 みなしごハッチ

1975年
- 一休さん

1977年
- 女王陛下のプティアンジェ

1978年
- ルパン三世 (TV第2シリーズ)（マルグリット・ティファニー）

### 吹き替え
- 宇宙家族ロビンソン（ローレライ、アティーナ）
- オーシャンと十一人の仲間（ビートリス・オーシャン）※フジテレビ版
- 刑事コロンボ 溶ける糸（マーシャ・ダルトン看護婦〈ニナ・タルボット〉）
- ディズニーランド
- トワイライト・ゾーン（1959年版）（マーシャ・ホワイト）※日本テレビ版
- 海底大戦争 スティングレイ（マリーナの声）
- スパイ大作戦
  - 血塗られた故郷（コニー）
  - 敵の作戦に乗れ（ドリス）
- ミイラ怪人の呪い（バーバラ・プレストン〈エリザベス・セラーズ〉）※テレビ東京版

### その他
- 11PM（リポーター、1960年代）